# Andrzej Lipniewski
Andrzej Lipniewski (ur. 20 listopada 1945 w Białymstoku, zm. 7 marca 2019 w Gdańsku) – polski malarz, rysownik, karykaturzysta, grafik, działacz kulturalny, poeta, muzyk i kompozytor.

## Życiorys
Absolwent Państwowego Liceum Sztuk Plastycznych w Gdyni, w którym w latach 1981–1993 pracował jako nauczyciel. W latach 1962–1965 był wokalistą i kompozytorem gdańskiej big-beatowej grupy „Tony”. Lata 1967–1976 spędził na Żuławach, był kierownikiem klubu „Paradoks” przy Powiatowym Domu Kultury w Nowym Dworze Gdańskim. Działał jako wokalista, gitarzysta, kompozytor i autor tekstów. Jednocześnie realizował cykl rysunkowo-malarski „Sensensy”. Wierszy, opowiadania i rysunki publikował w „Literach”, „Ziemi Gdańskiej”, „Dzienniku Bałtyckim”, „Radarze”, „Poezji”, „Twórczości”, „Autografie”, „Toposie”, „Wiadomościach Kulturalnych” i w „Tyglu Elbląskim”. Dyplom z wyróżnieniem uzyskał w 1980 r. w Studium Wychowania Plastycznego przy Państwowej Wyższej Szkole Sztuk Plastycznych (ASP) w Gdańsku w pracowni prof. Barbary Massalskiej. Członek Związku Polskich Artystów Plastyków od 1982 r. Z synem Symeonem Lipniewskim wydał 3 płyty autorskie w oryginalnym stylu „Slavia Heavy-Rock”: „Piosenki własne-8” (PTL-2002), „Znad morza 1” (PTL-2003), „Znad morza 2” (PTL-2003). 
Zmarł w Gdańsku, pochowany 16 marca 2019 r. na cmentarzu Srebrzysko (rejon XI, kwatera TAR V, skarpa).

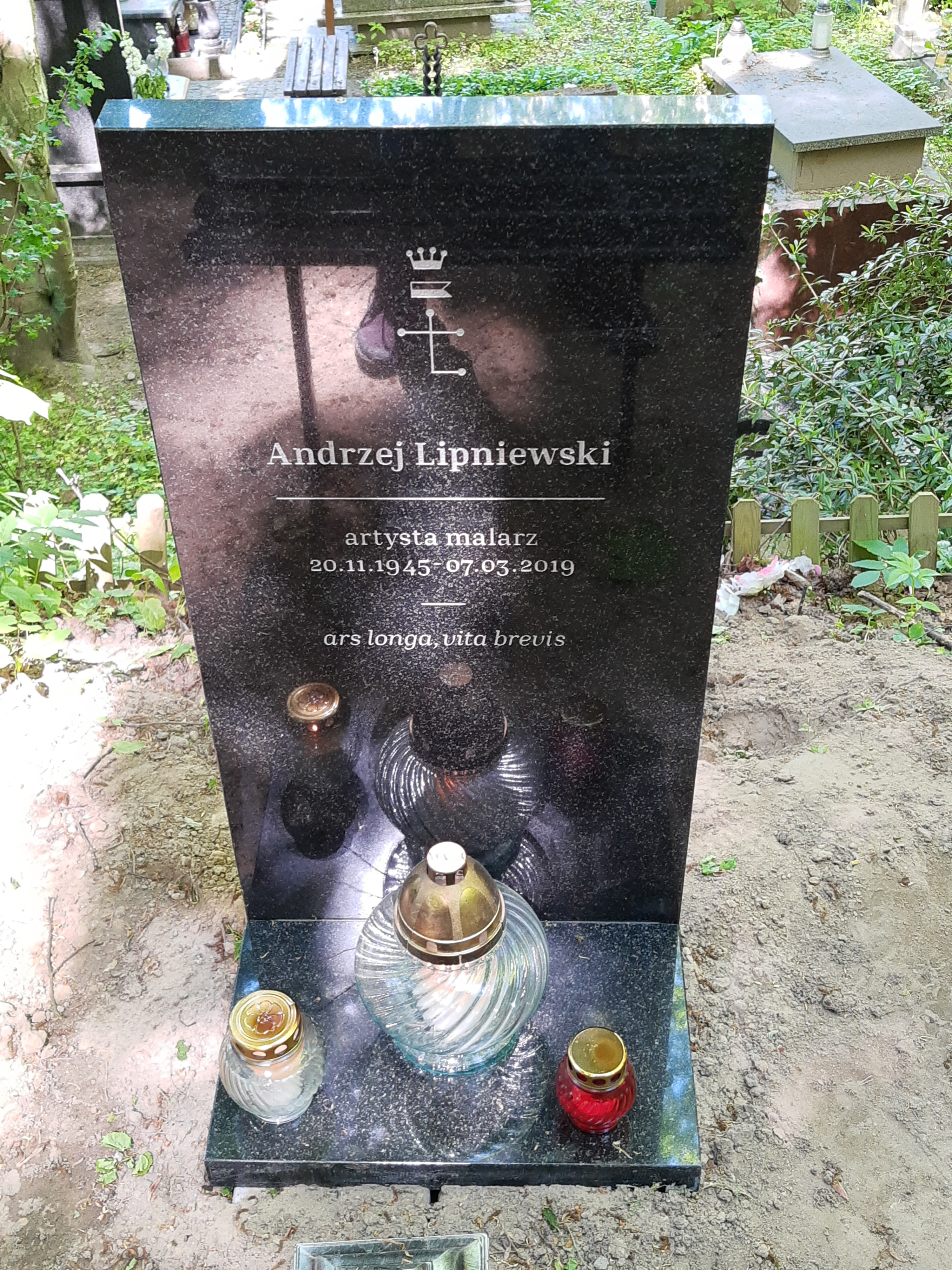
Grób Andrzeja Lipniewskiego na cmentarzu Srebrzysko

## Wystawy indywidualne[4]
- 1978 Klub Stowarzyszenia dziennikarzy Polskich, Gdańsk
- 1978 SPD, Gdańsk
- 1978 Ratusz Staromiejski, Gdańsk
- 1979 Muzeum, Bytów
- 1979 BWA, Gdynia
- 1982 Salon Sztuki BWA, Gdańsk
- 1983 Galeria Grafiki i Rysunku BWA, Gdynia
- 1983 BWA, Słupsk
- 1983 BWA, Piła
- 1984 Galeria KMPiK, Elbląg
- 1984 Galeria KMPiK, Sopot
- 1984 Galeria KMPiK, Gdynia
- 1986 Galeria EL, Elbląg
- 1987 Galeria ’85, Gdańsk
- 1990 BWA, Gdańsk
- 1991 Galeria EL, Elbląg
- 1992 Centre D'animation Culturelle Albert Camus, Lens - Francja
- 1992 Galeria „Sień Biała”, Gdańsk
- 1994 Galeria „Triada”, Sopot
- 1994 Galeria EL, Elbląg
- 1996 Galeria GTPS, Gdańsk
- 1997 Galeria SARP, Gdańsk
- 1999 Galeria „Alicji”, Gdańsk-Wrzeszcz
- 1999 „Mała Galeria”, Gdańsk
- 2003 Galeria ZPAP, Gdańsk
- 2003 „Dworek Artura”, Gdańsk-Orunia

## Prace w zbiorach
- Centralnego Muzeum Morskiego w Gdańsku
- Państwowej Galerii Sztuki w Sopocie
- Galerii EL w Elblągu
- Muzeum Okręgowego w Nowym Sączu
- Muzeum Ziemi Dobrzyńskiej i Kujawskiej we Włocławku
- BWA w Tarnowie
- The Ad Libitum Group w Sydney
- GOK w Stegnie Gdańskiej

## Nagrody i wyróżnienia
- Stypendium Ministra Kultury i Sztuki (1984, 1985, 1989)
- Odznaka „Zasłużony Działacz Kultury” (1985)[1]
- Nagroda Prezydenta Miasta Gdańska w Dziedzinie Kultury z okazji jubileuszu 50-lecia pracy twórczej (2018)[5]